# Hendrik Krogk

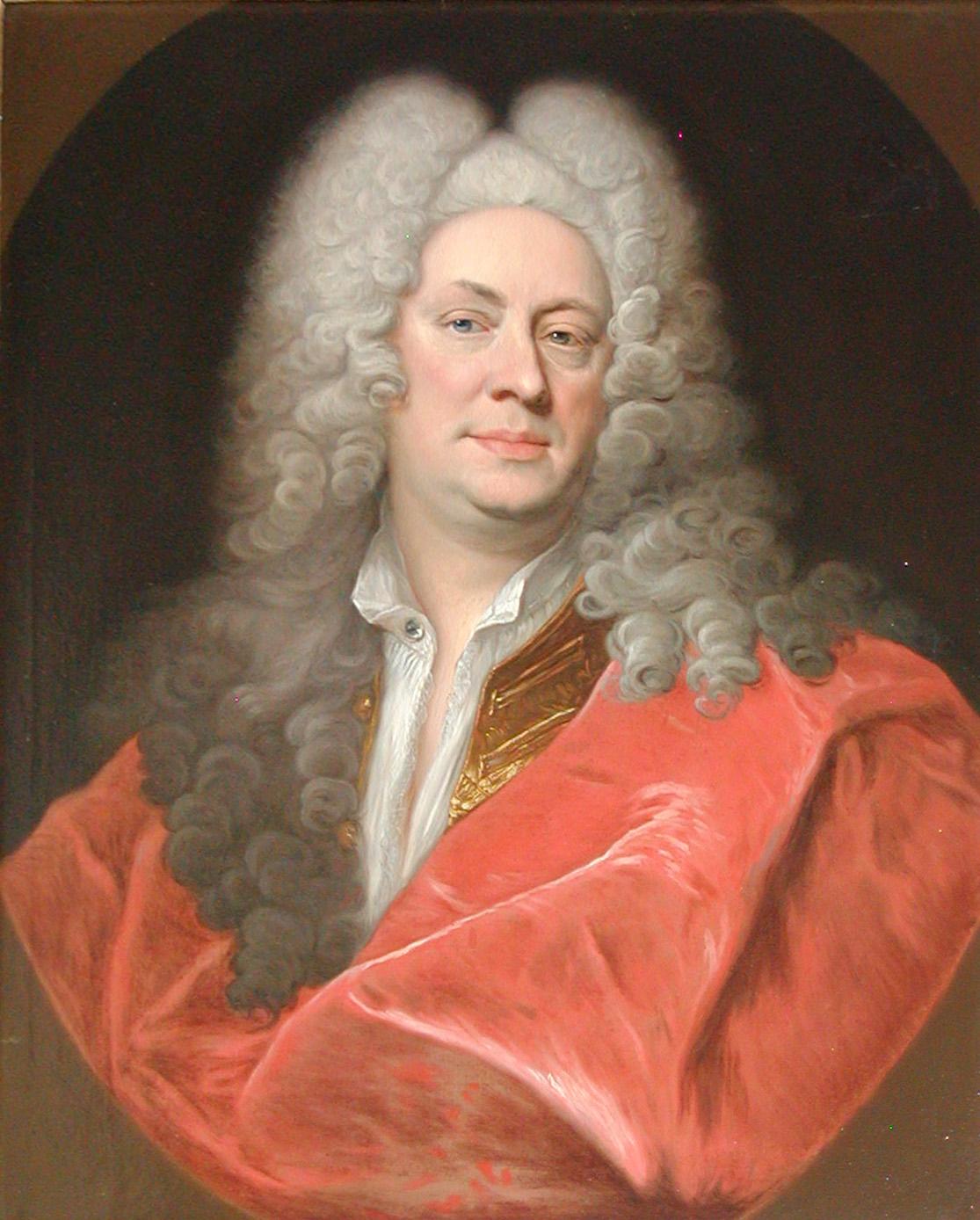
Hovmålaren Hendrik Krogk, målad av kollegan Johan Salomon Wahl i början av 1720-talet. Bild på Frederiksborg.

Hendrik Krogk, född 1671 i Flensborg, död 1738, var en dansk hovmålare.
Krogk studerade i Köpenhamn och uppehöll sig sedermera, från 1693, under många år i utlandet, mest i Italien. Där utbildade han sig under Maratta, vilkens maner han också tillägnade sig, men på ett något hantverksmässigt sätt. Många av Krogks arbeten har gått förlorade, men åtskilliga, särskilt altartavlor, finns ännu i behåll och vittnar om den lätthet, varmed han producerade.